# 120 mm moździerz wz. 1938
120 mm moździerz wz. 1938 (ros. 120-мм полковой миномёт образца 1938 года) – radziecki, średni (pułkowy) moździerz kalibru 120 mm z okresu II wojny światowej używany przez Armię Czerwoną, Ludowe Wojsko Polskie i jako broń zdobyczna przez Wehrmacht pod nazwą 12 cm Granatwerfer 378 (r), oraz jako kopia pod nazwą 12 cm Granatwerfer 42.
Moździerz został opracowany przez zespół pod kierunkiem Borysa Iwanowicza Szawyrina. Znajdował się w uzbrojeniu ludowego Wojska Polskiego. Klasyczna konstrukcja (lufa, płyta oporowa, podstawa). Odpalany za pomocą urządzenia typu kurkowego lub grawitacyjnie (po zablokowaniu wystającej iglicy). Przewożony był na dalsze odległości na podwoziu dwukołowym, które było holowane przez samochód osobowo-terenowy, ciężarowy lub na krótsze odległości przez obsługę. 
Do strzelania stosowano pociski: 
- odłamkowo-burzące o masie 15,5 kg
- odłamkowo-burzące z dodatkowym napędem rakietowym o masie 17,65 kg
- oświetlające o masie 15 kg
- dymne o masie 16,1 kg
- zapalające o masie 16,6 kg